# 工野儀兵衛
工野 儀兵衛（くの ぎへえ、嘉永7年5月23日（1854年6月18日） - 大正6年（1917年）8月12日）は、日本のカナダ移民功労者、大工。「カナダ移民の父」と称される。

## 生涯
嘉永7年（1854年）5月23日、工野喜市（七兵衛）とユキの長男として紀伊国日高郡三尾浦（現：和歌山県日高郡美浜町三尾）で生まれる。父の喜市は屋号を「大七」（大工の七兵衛）と称した大工であった。三尾は漁村であったが、漁師は危険な仕事である上、安定した収入を望めなかったため、喜市は儀兵衛を大工にするべく教育した。
慶応4年（1868年）、龍王神社社殿改修工事での働きぶりを見込まれて、京都の宮大工に弟子入りをした。しかし、明治6年（1873年）に父が病気に罹ったため、三尾へ帰郷した後、父に代わり弟子を迎えて、棟梁として近隣の村々で普請を行った。
明治16年（1883年）頃、弁天島と龍王神社下の磯とを結ぶ防潮堤を建設することが計画されていた。防潮堤の建設により、三尾港の整備が推進され、湾内で養殖漁業が行われることが期待された。これが実現すれば、漁村である三尾村では安定した漁業収入を得られるはずであった。土木技術にも通じていた儀兵衛は工事に入札したが、なかなか担い手が決まらなかったため、網元の吉田七太夫との直接交渉に赴いたが、両者の合意には至らなかった。
明治19年（1886年）、イギリス汽船・アビシニア号の船員であった従兄弟の山下政吉からカナダ渡航を勧められたため、横浜へ向かい、しばらくは大工・芳野勘蔵の家に寄宿することとなった。
明治20年（1887年）、横浜で働きながらも渡航の準備を続け、パスポートの手続きを行った。その後、横浜へ寄港していた外国船の船員から、カナダのスティーブストンには農業や漁業の将来性があると聞き、カナダで事業を興そうと決意した。三尾へ帰郷したものの、親戚からの猛反発を受けた。
明治21年（1888年）3月、カナダへの単独での渡航を決心して、三尾を出立して横浜へ向かった。同年4月20日頃、アビシニア号に乗船できる予定になり、父へ子供の養育を頼んで「尚先方へ着きし候上は、土地の景況委しく御通信申すべく候間、其の間子供養育何分願い申し候」との内容の手紙を送っているが、4月からの渡航は実現しなかった。
同年8月にアビシニア号で横浜を出航し、船内ではコックの手伝いなどをしていたという。同年9月5日、カナダブリティッシュコロンビア州ビクトリアに入港し、その後スティーブストンへ向かった。スティーブストンに着くと、既に日系人が15人程度おり、彼らの指導を受けて生活したが、当初は製材所で働いていたとされる。フレザー河でサケの大群を見た儀兵衛は、「フレザー河にサケが湧く」と三尾村に報告した。それを受けて、明治23年（1889年）には弟の千代吉ら親戚を中心とする村民が、カナダへ渡航してきた。それからは毎年のように村民を呼び寄せ、明治24年（1891年）に一時帰国した。多くの村民を移民させた儀兵衛は、カナダで食料品店兼旅館（村民の下宿所）を経営し、移民生活に貢献した。
明治30年（1897年）、三尾村同志会をカナダで結成し、明治33年（1900年）には加奈陀三尾村人会に改称した。
明治33年（1900年）、父の死去の一報を受け、リューマチの治療も兼ねて、帰国した。既に妻のタツは長女のフジノと次男の佳二郎を残して有田郡へ行き、その地で再婚していた。リューマチに効くとされる西牟婁郡の瀬戸鉛山温泉で湯治を行い、帰国制限もあったため、フジノと佳二郎の子供2人を連れてカナダへ渡航した。その後、儀兵衛は移民たちの世話や仕事に励み、カナダ移民の漁業者は2,000人に達していた。
明治44年（1911年）12月、持病のリューマチが悪化したため、財産を佳二郎に譲り、孫の雪子とともに帰国した。帰国後もカナダ渡航のためにパスポートを申請しようとしたが、病状の悪化によって断念せざるを得なかった。
大正6年（1917年）8月12日、病死、満63歳没。
昭和6年（1931年）、三尾村出身のカナダ在住者や三尾村在住者によって、出身地の美浜町三尾に顕彰碑が建立された。
昭和63年（1988年）、カナダのスティーブストンにおいて「工野儀兵衛翁渡加百周年記念並びに和歌山県人先亡者追悼法要」が営まれ、平成元年（1989年）にはカナダ和歌山県人会がスティーブストンのフレザー河畔に「工野庭園」を造園して、リッチモンド市へ寄贈した。

## 家系
- 父：工野喜市
- 母：ユキ
- 弟：工野七五郎
- 弟：工野千代吉
- 妻：タツ
- 長男：工野邦助
- 長女：フジノ
- 次男：工野佳二郎